# シックス・フラッグス・グレート・アメリカ
シックス・フラッグス・グレート・アメリカ（Six Flags Great America）は、アメリカ合衆国、イリノイ州・シカゴ郊外にある遊園地のことである。北アメリカで有名な遊園地チェーン、シックスフラッグス系列の遊園地である。
シックスフラッグス・グレート・アメリカは、シカゴとミルウォーキーの間に位置する、ガーニー（Gurnee）にある。この遊園地は、6月～10月のみの開園となっている。
1976年にマリオット社が「マリオット・グレート・アメリカ」という名前で開業した遊園地で、1984年にシックスフラッグスが買収した。現在は8つのテーマ区域やウォーターパーク、3つのテーマの子供向け区域やその他の娯楽施設を持つ遊園地となっている。

## 交通
- 車：シカゴ中心部からはインターステート94号線などを通って、北へおよそ45分。
- 鉄道：メトラ・UP‐Nライン、オギルビー・トランスポーテーション・センターから乗る。ウォーキガン駅下車。およそ70分。そこからはタクシーで向かう。